# Mount Bauple nationalpark
Mount Bauple nationalpark är en nationalpark i Australien. Den ligger i regionen Fraser Coast och delstaten Queensland, i den östra delen av landet, 1 100 km norr om huvudstaden Canberra.
I omgivningarna runt Mount Bauple National Park växer huvudsakligen savannskog. Runt Mount Bauple National Park är det mycket glesbefolkat, med 2 invånare per kvadratkilometer.